# Želivec (Zruč nad Sázavou)
Želivec (německy Klein Seelau) je část města Zruč nad Sázavou v okrese Kutná Hora. Nachází se asi 3,5 kilometru severovýchodně od Zruče nad Sázavou. Protéká tu Želivecký potok. Prochází tudy železniční trať Kutná Hora – Zruč nad Sázavou. Želivec je také název katastrálního území o rozloze 3,52 km².

## Historie
První písemná zmínka o vesnici pochází z roku 1492.

## Fotogalerie

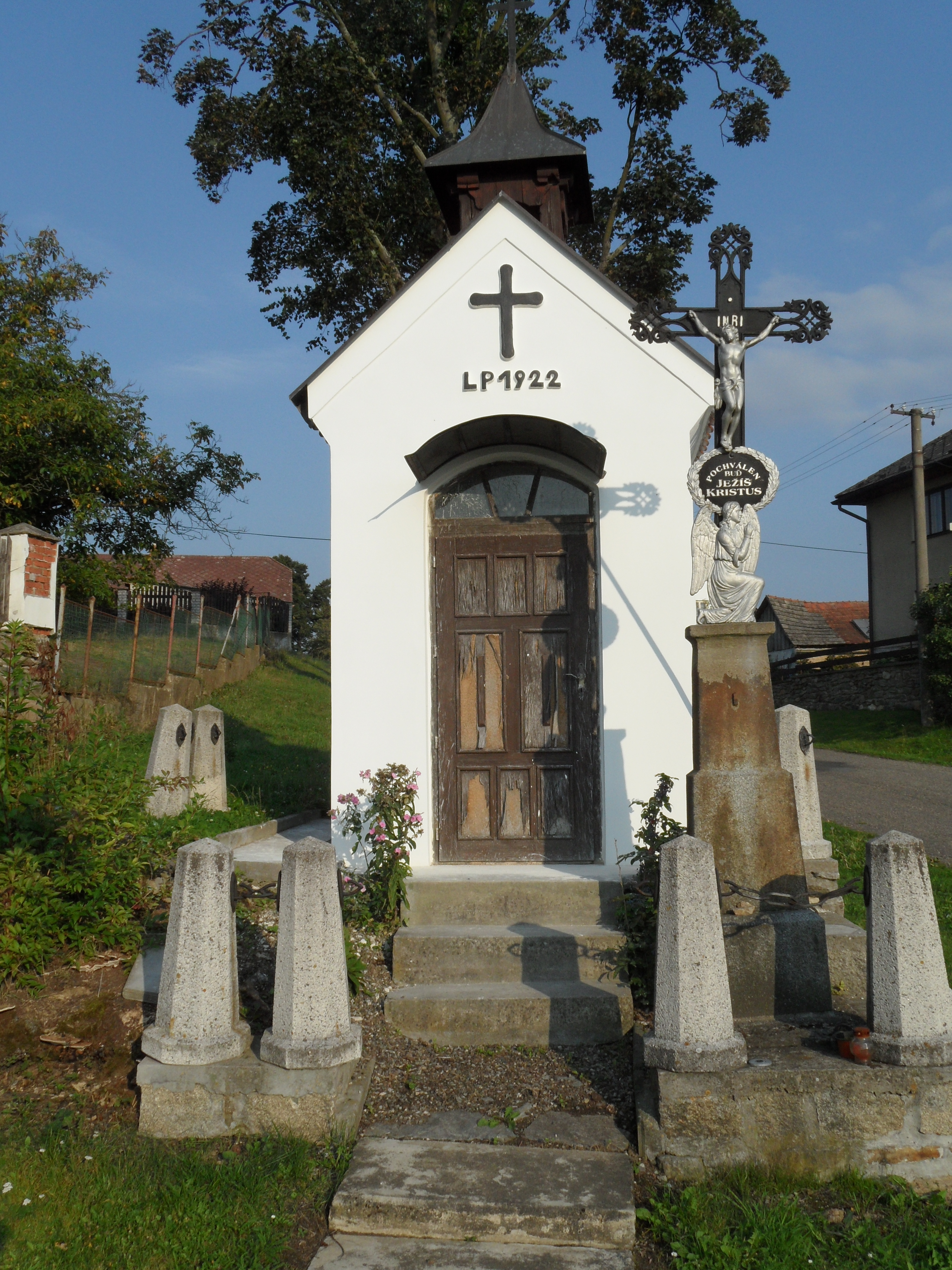
Kaplička a křížek
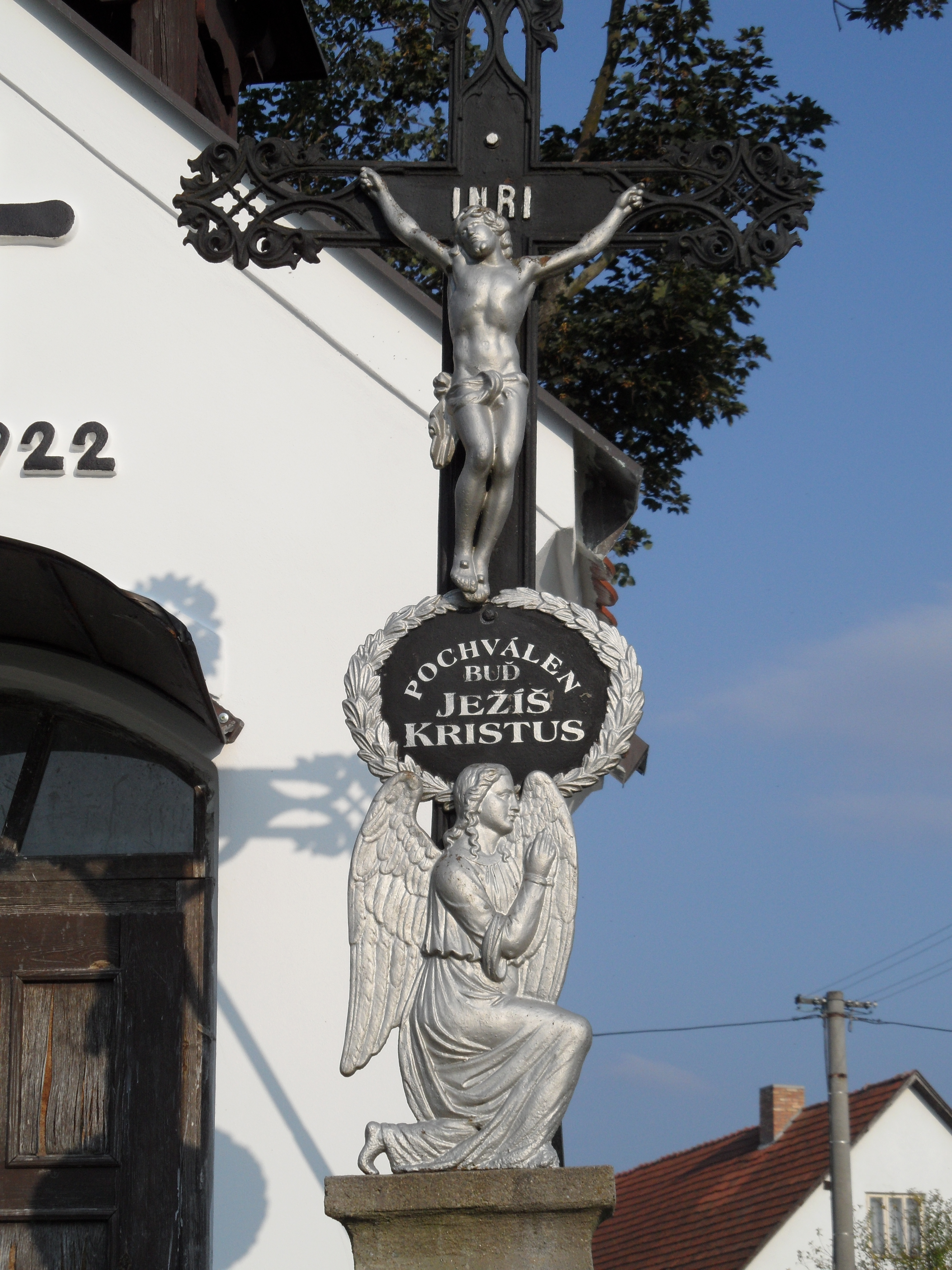
Detail křížku
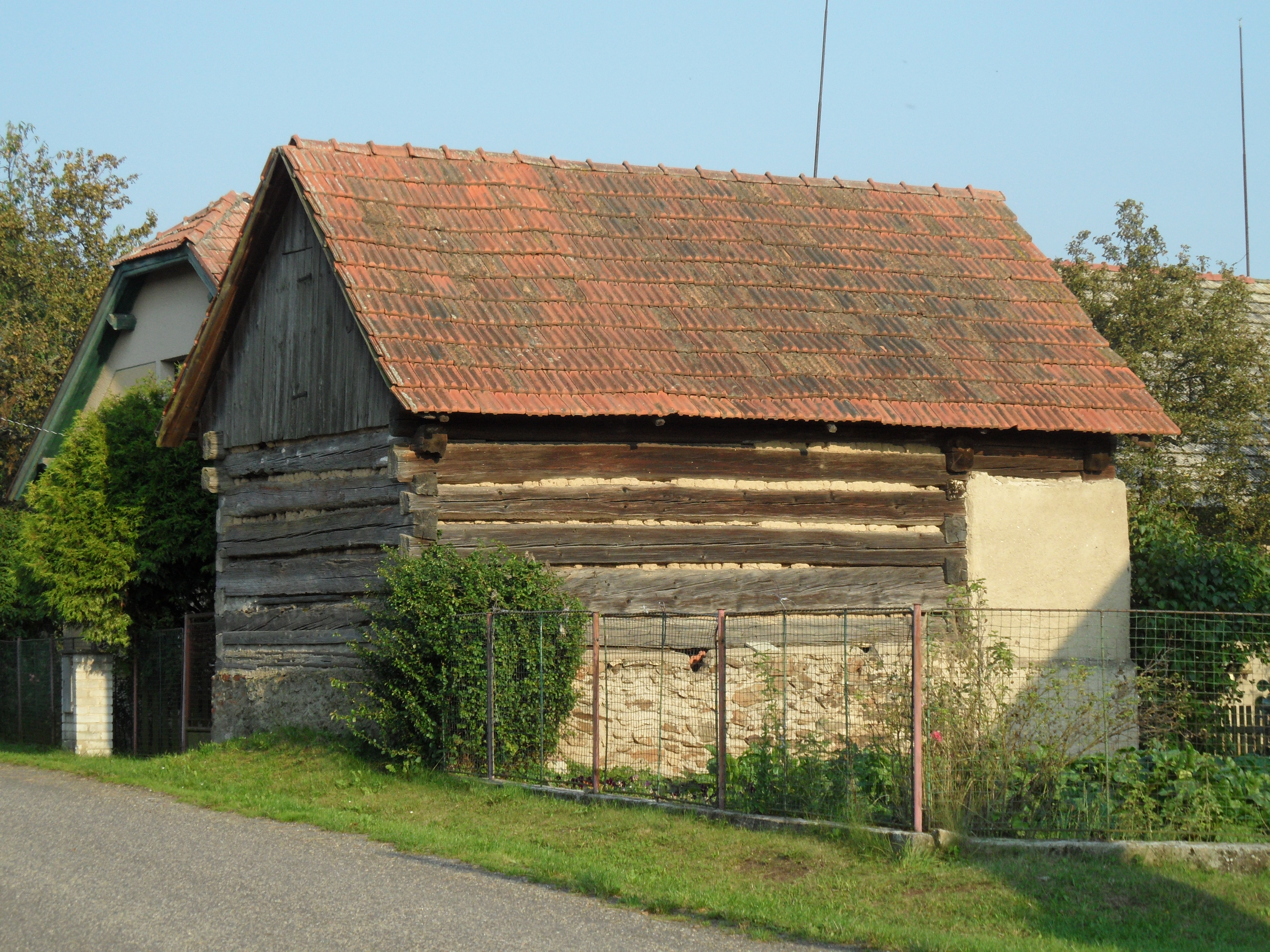
Starý domek
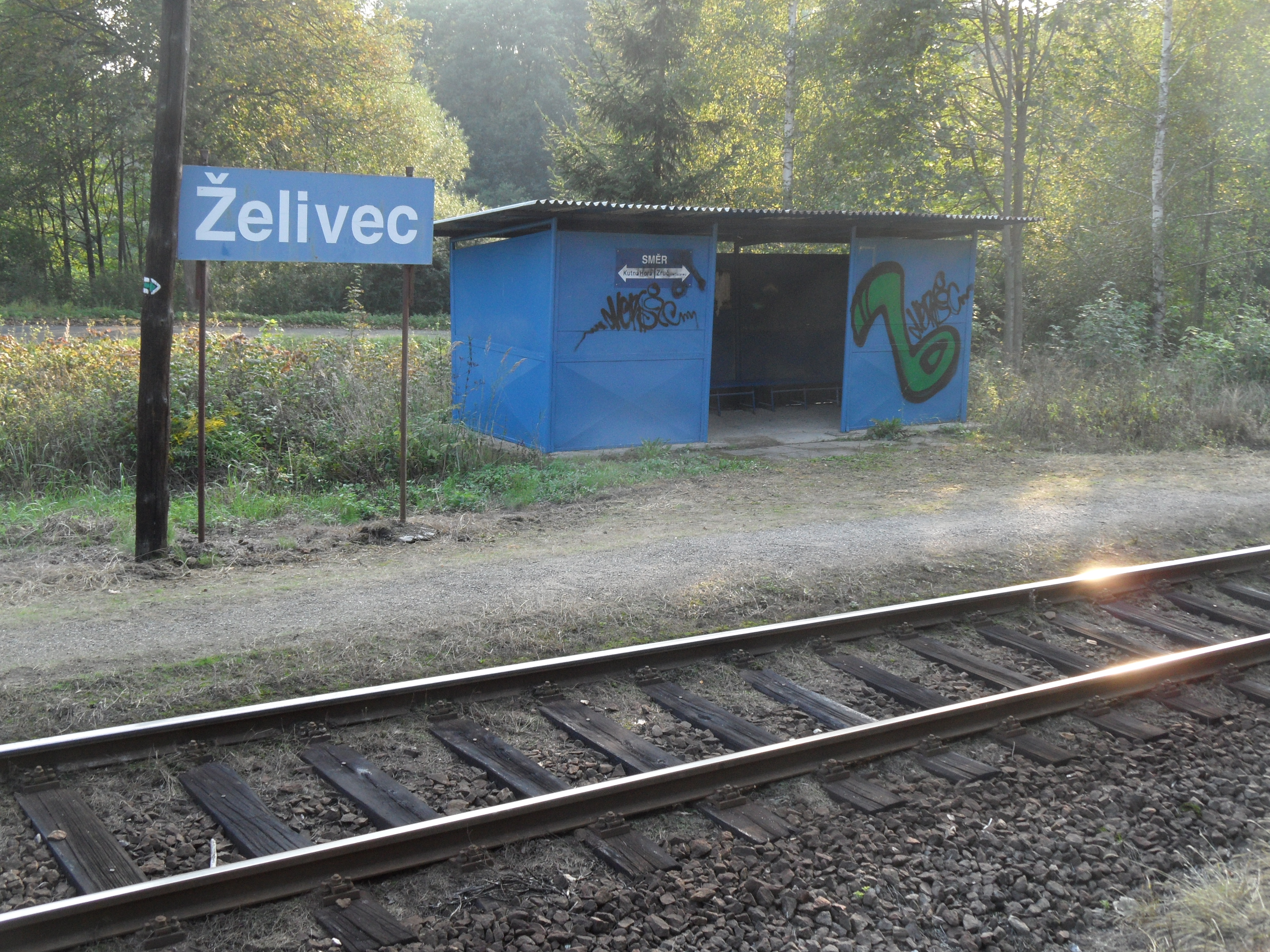
Železniční zastávka (na trati Kutná Hora – Zruč nad Sázavou)